# Charles Stratton

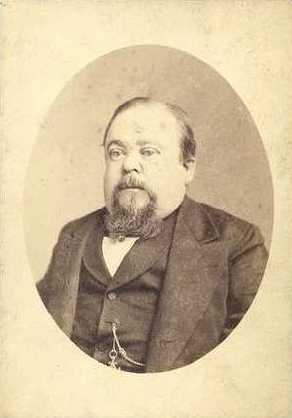
Charles Stratton

Charles Sherwood Stratton (* 4. Januar 1838 in Bridgeport (Connecticut); † 15. Juli 1883) war ein kleinwüchsiger US-amerikanischer Zirkuskünstler und Schauspieler, der unter dem Namen „General Tom Thumb“ aufzutreten pflegte.

## Leben
Charles Stratton wurde als großes, kräftiges Kind geboren und entwickelte sich in den ersten Monaten seines Lebens normal, doch endete sein Wachstum, das in mehreren Schüben mit langen Pausen erfolgte, als er eine Größe von 102 Zentimetern erreicht hatte. Strattons drei Geschwister hingegen entwickelten sich normal. 1842 entdeckte ihn P. T. Barnum in Bridgeport (Connecticut) für den Zirkus und gab ihm den Namen „General Tom Thumb“, unter dem er bekannt wurde. Barnum brachte dem erst vierjährigen Jungen das Singen, Tanzen und Imitieren bekannter Personen bei und ließ ihn in seinem American Museum auftreten. 1844 bereiste Stratton zum ersten Mal Europa. Er trat zunächst in Liverpool auf, dann in London, wo er auch der königlichen Familie vorgestellt wurde. Der Schriftsteller Albert Smith schrieb eigens ein Stück für Stratton: Hop o' my Thumb. 
Nachdem Stratton England, Schottland und Irland bereist hatte, trat er in Paris auf, wo er ebenfalls von der kaiserlichen Familie bestaunt und beschenkt wurde, und absolvierte dann eine Tournee durch Frankreich, ehe er wieder in die USA zurückkehrte. Es folgten Auftritte in zahlreichen Städten Nordamerikas sowie in Havanna. 
1855 starb Strattons Vater, und er reiste von diesem Zeitpunkt an – allerdings weiterhin von Barnum betreut – auf eigene Faust. Er trat in zahlreichen Theaterstücken auf. Seinen persönlichen Wohnsitz hatte Stratton, der Freimaurer war, nach wie vor in seiner Heimatstadt. Nachdem er es durch seine vielen Auftritte zu Reichtum gebracht hatte, hielt er sich Pferde und kaufte eine Yacht.
Am 10. Februar 1863 heiratete Charles Stratton die ebenfalls kleinwüchsige Lavinia Warren. Diese Hochzeit, die mit etwa 2000 Gästen gefeiert wurde und zu der auch Präsident Lincoln und seine Frau Geschenke schickten, erregte viel Aufsehen. 
Stratton starb 1883 an einem Schlaganfall – wenige Monate, nachdem er aus der Brandkatastrophe im Newhall House in Milwaukee gerettet worden war. Warum er keine normale Größe erreicht hatte, blieb unerforscht. Strattons Grab befindet sich auf dem Mountain Grove Cemetery in Bridgeport, seiner Heimatstadt. Auf dem meterhohen Gedenkstein steht eine Statue Strattons in Lebensgröße.

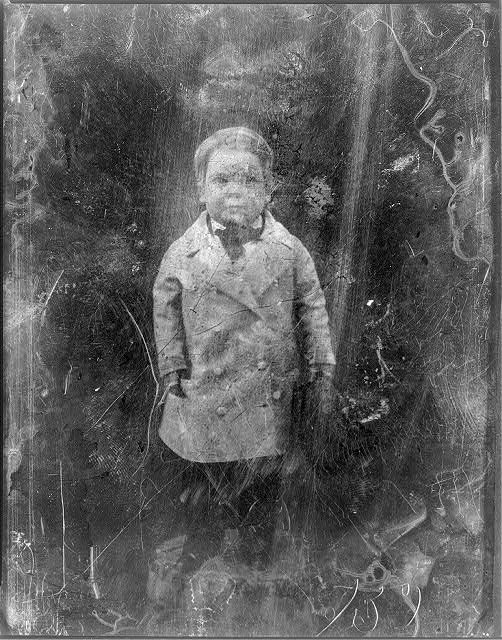
Charles Stratton als Vierjähriger
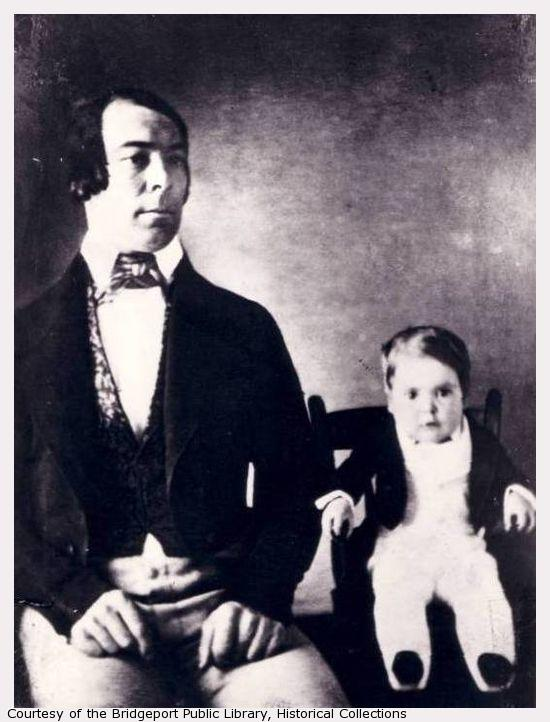
Charles Stratton mit seinem Vater (um 1844)
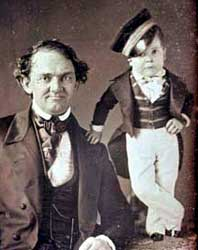
Charles Stratton und P. T. Barnum (um 1850)
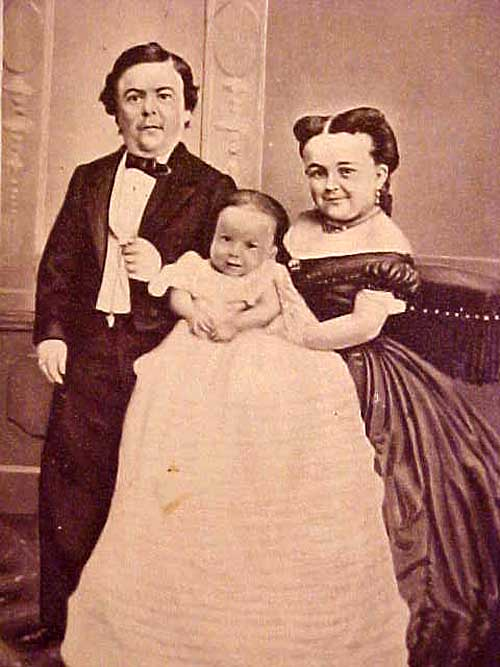
Charles Stratton und seine Familie